# Elisa Di Lazzaro
Elisa Maria Di Lazzaro (* 5. Juni 1998 in Triest) ist eine italienische Hürdenläuferin, die sich auf die 100-Meter-Distanz spezialisiert hat.

## Sportliche Laufbahn
Ihren ersten Wettkampf bei internationalen Meisterschaften bestritt Elisa Maria Di Lazzaro bei den U18-Weltmeisterschaften 2015 in Cali, bei denen sie mit 13,82 s im Halbfinale ausschied. Zwei Jahre später qualifizierte sie sich für die U20-Europameisterschaften in Grosseto und belegte dort in 13,43 s den vierten Platz. 2018 erfolgte die Teilnahme an den Hallenweltmeisterschaften in Birmingham, bei denen sie mit 8,35 s bereits in der ersten Runde ausschied. Anschließend gewann sie bei den U23-Mittelmeermeisterschaften in Jesolo in 13,22 s die Silbermedaille hinter der Französin Laura Valette und scheiterte dann bei den Europameisterschaften in Berlin mit 13,42 s im Vorlauf. 2021 erreichte sie bei den Halleneuropameisterschaften in Toruń das Halbfinale und schied dort mit neuer Bestleistung von 8,12 s aus. Über die Weltrangliste qualifizierte sie sich für die Olympischen Sommerspiele in Tokio und schied dort mit 13,08 s in der Vorrunde aus. 2022 erreichte sie bei den Hallenweltmeisterschaften in Belgrad das Halbfinale über 60 m Hürden und schied dort mit 8,11 s aus. Im Juli kam sie bei den Weltmeisterschaften in Eugene mit 13,16 s in der ersten Runde aus und anschließend schied sie bei den Europameisterschaften in München mit 13,11 s im Semifinale aus.
2023 erreichte sie bei den Halleneuropameisterschaften in Istanbul das Halbfinale über 60 m Hürden und schied dort mit 8,06 s aus. Im Juni wurde sie bei der 1. Liga der Team-Europameisterschaft im Rahmen der Europaspiele in Chorzów in 13,21 s Fünfte über 100 m Hürden und 2025 schied sie bei den Halleneuropameisterschaften in Apeldoorn mit 8,05 s im Halbfinale über 60 m Hürden aus. Kurz darauf schied sie auch bei den Hallenweltmeisterschaften in Nanjing mit 8,42 s im Semifinale aus.
2022 wurde Di Lazzaro italienische Meisterin im 100-Meter-Hürdenlauf sowie in den Jahren 2017, 2021 und 2022 Hallenmeisterin über 60 m Hürden.

## Persönliche Bestleistungen
- 100 m Hürden: 12,90 s (+1,7 m/s), 13. Mai 2021 in Savona
  - 60 m Hürden (Halle): 8,04 s, 18. Februar 2023 in Ancona